# Mouvement symphonique no 3
Le Mouvement symphonique no 3 (H. 83) d'Arthur Honegger est une œuvre orchestrale composée en 1932-1933. Troisième et dernier des trois Mouvements symphoniques du compositeur, elle fait suite à Pacific 231 et Rugby. L'œuvre est créée à Berlin le 26 mars 1933 par son dédicataire, le chef d'orchestre et compositeur Wilhelm Furtwängler.